# اسکار رامیرس
اسکار رامیرس (اسپانیایی: Óscar Ramírez‎؛ زادهٔ ۸ دسامبر ۱۹۶۴) بازیکن سابق و مربی فوتبال اهل کاستاریکا است.
وی در تیم ملی فوتبال کاستاریکا ۷۵ بازی انجام داده است.